# Cetologia

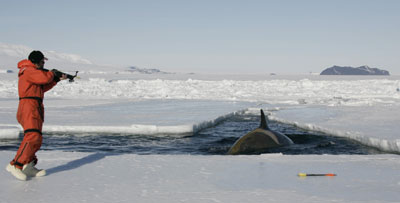
Un investigador dispara un dard de biòpsia a una orca. El dard retirarà una petita part de la pell de la balena i rebotarà de la seva pell sense fer-li mal.

La cetologia (dels mots grecs κητος ketos, "balena"; i λόγος logos, "coneixement") és la branca de la mastologia que estudia les aproximadament noranta espècies de cetacis.
Els cetòlegs estudien l'evolució, difusió, comportament i la dinàmica comunitària dels cetacis, entre altres coses.